# Andino SC
Andino Sport Club – argentyński klub piłkarski z siedzibą w mieście La Rioja leżącym w prowincji La Rioja.

## Osiągnięcia
- Udział w mistrzostwach Argentyny Nacional: 1983
- Mistrz Liga Riojana de Fútbol (10): 1953, 1977, 1978, 1979, 1982, 1987, 2000, 2001, 2002, 2003

## Historia
Klub założony został 21 sierpnia 1946 roku i gra obecnie w piątej lidze argentyńskiej Torneo Argentino C.